# L'Île du silence
Pour plus de détails, voir Fiche technique et Distribution.
L'Île du silence (Το νησί της σιωπής, To Nisi tis siopis) est un film grec réalisé par Líla Kourkoulákou et sorti en 1958.
Tourné sur Spinalonga, au sein même de la léproserie, avec, en plus des acteurs jouant l'histoire d'amour du scénario, de véritables patients et de véritables médecins. L'effet moral du film fut tel qu'il entraîna la fermeture de la léproserie. Le film fut cependant assez mal reçu et la réalisatrice en souffrit. Elle raconta l'année qui suivit la sortie du film dans son film suivant, intitulé Aux Portes de l'Enfer.

## Synopsis
Docufiction sur la vie quotidienne dans la dernière léproserie de Grèce, sur Spinalonga, une petite île en face de la Crète.

## Fiche technique
- Titre : L'Île du silence
- Titre original : Το νησί της σιωπής (To Nisi tis siopis)
- Réalisation : Líla Kourkoulákou
- Scénario : Vaggelis Hadjiyannis
- Direction artistique :
- Décors :
- Costumes :
- Photographie : Nikos Gardelis
- Son : Markos Zervas
- Montage : Giorgos Tsaoulis
- Musique : Dimitris Diamantopoulos
- Production :  Mesogeios Film
- Pays d'origine :  Grèce
- Langue : grec
- Format :  Noir et blanc
- Genre : Docufiction
- Durée : 62 minutes
- Dates de sortie : 1958 (Mostra de Venise 1958)

## Distribution
- Oréstis Makrís
- Giorgos Kabanellis
- Nina Sgouridou

## Récompenses
- Sélection à la Mostra de Venise 1958